# Хроматичні рефлекси спинного мозку
Хромати́чні рефле́кси спинно́го мо́зку — до цієї групи відносяться рефлекси, що призводять до рухів кінцівок, тіла чи його частин. До них належать згинальний, розгинальний, чухальний, міотатичні (власні рефлекси м'язів) рефлекси, згинально-розгинальний рефлекс, рефлекс розтягання, H-(аш)-рефлекс.